# La herida
La herida is een Spaanse film uit 2013, geregisseerd door Fernando Franco.

## Verhaal
Ana voelt zich nuttig door in haar werk anderen te helpen. In haar privéleven heeft ze echter serieuze relatieproblemen. Zonder dat ze het weet lijdt Ana aan borderline-persoonlijkheidsstoornis.

## Rolverdeling
| Acteur                | Personage    |
| --------------------- | ------------ |
| Marian Álvarez        | Ana          |
| Rosana Pastor         | Madre Ana    |
| Manolo Solo           | Jaime        |
| Andrés Gertrúdix      | Álex         |
| Ramón Agirre          | Padre Ana    |
| Ramón Barea           | Martín       |
| Patricia López Arnaiz | Sandra       |
| Luis Callejo          | Chico Fiesta |

## Ontvangst

### Prijzen en nominaties
Een selectie:
| Jaar | Evenement                               | Categorie                          | Genomineerde                                           | Resultaat   |
| ---- | --------------------------------------- | ---------------------------------- | ------------------------------------------------------ | ----------- |
| 2013 | San Sebastián (61ste editie)            | Speciale Juryprijs                 | La herida                                              | Gewonnen    |
| 2013 | San Sebastián (61ste editie)            | Zilveren Schelp voor beste actrice | Marian Álvarez                                         | Gewonnen    |
| 2013 | Mar del Plata (28ste editie)            | Zilveren Ástor voor beste actrice  | Marian Álvarez                                         | Gewonnen    |
| 2014 | Premios Goya (28ste uitreiking)         | Beste film                         | La herida                                              | Genomineerd |
| 2014 | Premios Goya (28ste uitreiking)         | Beste actrice                      | Marian Álvarez                                         | Gewonnen    |
| 2014 | Premios Goya (28ste uitreiking)         | Beste origineel scenario           | Fernando Franco, Enric Rufas                           | Genomineerd |
| 2014 | Premios Goya (28ste uitreiking)         | Beste debuterend regisseur         | Fernando Franco                                        | Gewonnen    |
| 2014 | Premios Goya (28ste uitreiking)         | Beste montage                      | David Pinillos                                         | Genomineerd |
| 2014 | Premios Goya (28ste uitreiking)         | Beste geluid                       | Aitor Berenguer Abasolo, Jaime Fernández, Nacho Arenas | Genomineerd |
| 2014 | Europese filmprijzen (27ste uitreiking) | Beste actrice                      | Marian Álvarez                                         | Genomineerd |
| 2014 | Europese filmprijzen (27ste uitreiking) | Beste debuutfilm                   | La herida                                              | Genomineerd |